# Tokrajärvi
Tokrajärvi är en sjö i Finland. Den ligger i kommunen Ilomants i landskapet Norra Karelen, i den sydöstra delen av landet, 400 km nordost om huvudstaden Helsingfors. Tokrajärvi ligger 144,4 meter över havet. I omgivningarna runt Tokrajärvi växer i huvudsak barrskog. Den är 7,5 meter djup. Arean är 2,1 kvadratkilometer och strandlinjen är 14,5 kilometer lång. Sjön  ingår i Vuoksens huvudavrinningsområde. 